# Сухово (Західнопоморське воєводство)
Сухово (пол. Suchowo, нім. Zuchow) — село в Польщі, у гміні Каліш-Поморський Дравського повіту Західнопоморського воєводства.
Населення — 301 особа (2011).
У 1975-1998 роках село належало до Кошалінського воєводства.

## Демографія
Демографічна структура станом на 31 березня 2011 року:
|          | Загалом | Допрацездатний вік | Працездатний вік | Постпрацездатний вік |
| -------- | ------- | ------------------ | ---------------- | -------------------- |
| Чоловіки | 155     | 35                 | 111              | 9                    |
| Жінки    | 146     | 32                 | 95               | 19                   |
| Разом    | 301     | 67                 | 206              | 28                   |